# Riccardia magnicellularis
Riccardia magnicellularis är en bladmossart som beskrevs av Furuki. Riccardia magnicellularis ingår i släktet flikbålmossor, och familjen Aneuraceae. Inga underarter finns listade i Catalogue of Life.